# Katie Archibald
Katie Archibald, född den 12 mars 1994 i Surrey, är en brittisk tävlingscyklist.
Hon tog OS-guld i lagförföljelse i samband med de olympiska tävlingarna i cykelsport 2016 i Rio de Janeiro.
Vid olympiska sommarspelen 2020 i Tokyo tog Archibald guld tillsammans med Laura Kenny i madison och silver i lagförföljelse.